# Elio Altamura
Elio Altamura (Roma, 1929 – Roma, 2004) è stato uno scenografo e trovarobe italiano.
Riceve nel 1987 il Premio Oscar per la Miglior Scenografia/Arredamento per il film Camera con vista.